# Klimontów (przystanek kolejowy)
Klimontów – przystanek kolejowy w Klimontowie, w województwie świętokrzyskim, w Polsce. Na stacji zatrzymują się pociągi osobowe do Kielc, Kozłowa, Krakowa.

## Ruch pasażerski[1]
| Rok  | Wymiana pasażerska na dobę |
| ---- | -------------------------- |
| 2017 | 700-999                    |
| 2018 | 1400                       |
| 2019 | 500-699                    |
| 2020 | 300-499                    |
| 2021 | 300-499                    |
| 2022 | 300-499                    |
| 2023 | 300-499                    |